# Xiphophorus
Xiphophorus – rodzaj słodkowodnych ryb z rodziny piękniczkowatych (Poeciliidae) obejmujący popularne w akwarystyce mieczyki i platki. Niektóre gatunki wykorzystywano w badaniach genetycznych i w medycynie. Nazwa rodzaju pochodzi od starogreckich słów xiphos – miecz i phorus – nosić.

## Zasięg występowania
Meksyk, Gwatemala i Honduras.

## Klasyfikacja
Gatunki zaliczane do tego rodzaju:
| - Xiphophorus alvarezi – mieczyk Alvareza - Xiphophorus andersi – zmienniak Andersa - Xiphophorus birchmanni - Xiphophorus clemenciae - Xiphophorus continens - Xiphophorus cortezi – mieczyk Korteza - Xiphophorus couchianus - Xiphophorus evelynae - Xiphophorus gordoni – zmienniak Gordona - Xiphophorus hellerii – mieczyk Hellera, mieczyk zielony - Xiphophorus kallmani – mieczyk Kallmana - Xiphophorus kosszanderi - Xiphophorus maculatus – zmienniak plamisty, platka - Xiphophorus malinche | - Xiphophorus mayae - Xiphophorus meyeri – zmienniak Meyera - Xiphophorus milleri - Xiphophorus mixei - Xiphophorus montezumae – mieczyk Montezumy - Xiphophorus monticolus - Xiphophorus multilineatus - Xiphophorus nezahualcoyotl – mieczyk Nezahualcoyotla - Xiphophorus nigrensis – mieczyk czarnomieczowy - Xiphophorus pygmaeus – mieczyk karłowaty, mieczyk pigmejowaty - Xiphophorus roseni - Xiphophorus signum - Xiphophorus variatus – zmienniak wielobarwny, zmienniak różnobarwny - Xiphophorus xiphidium |

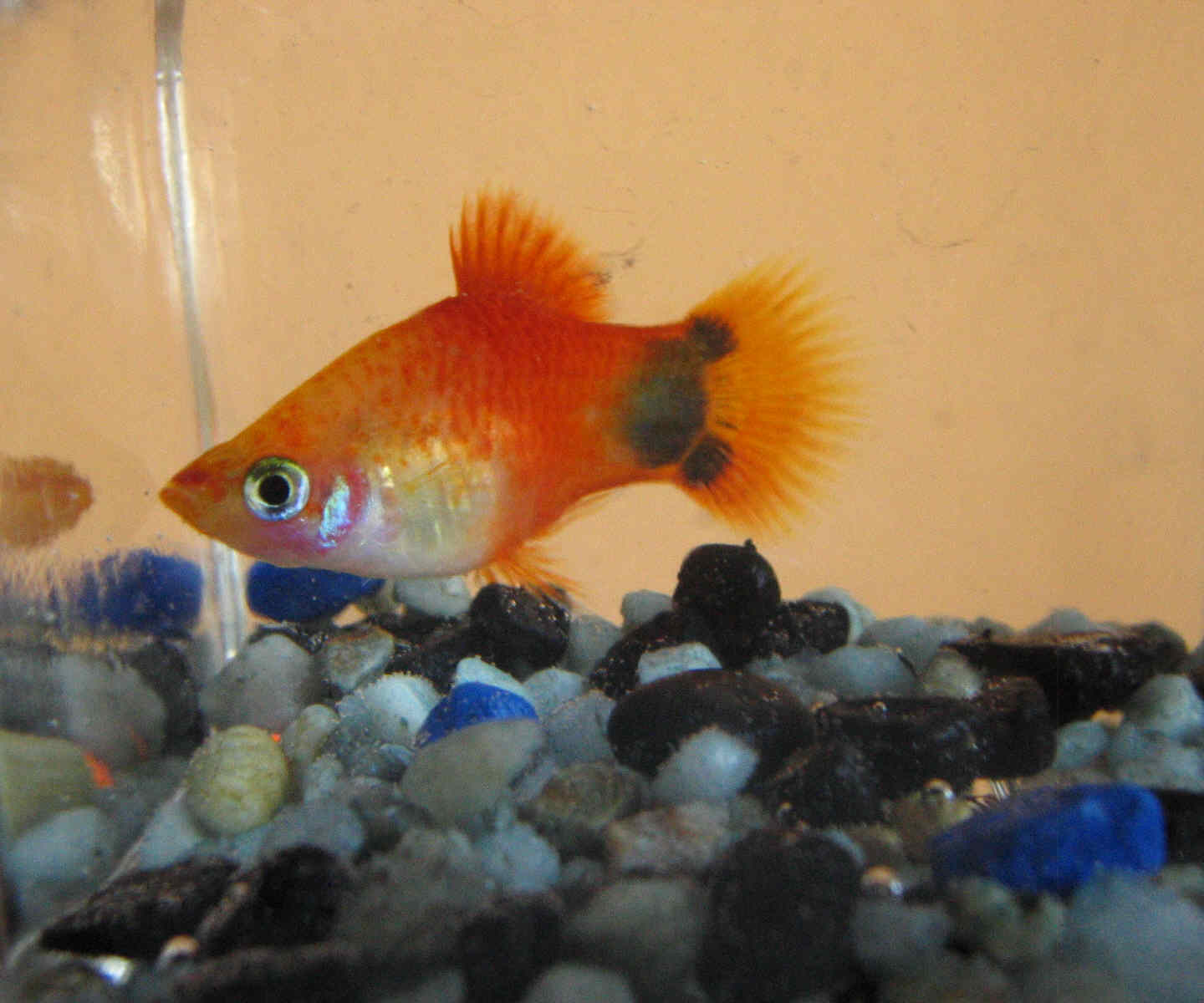
Xiphophorus maculatus
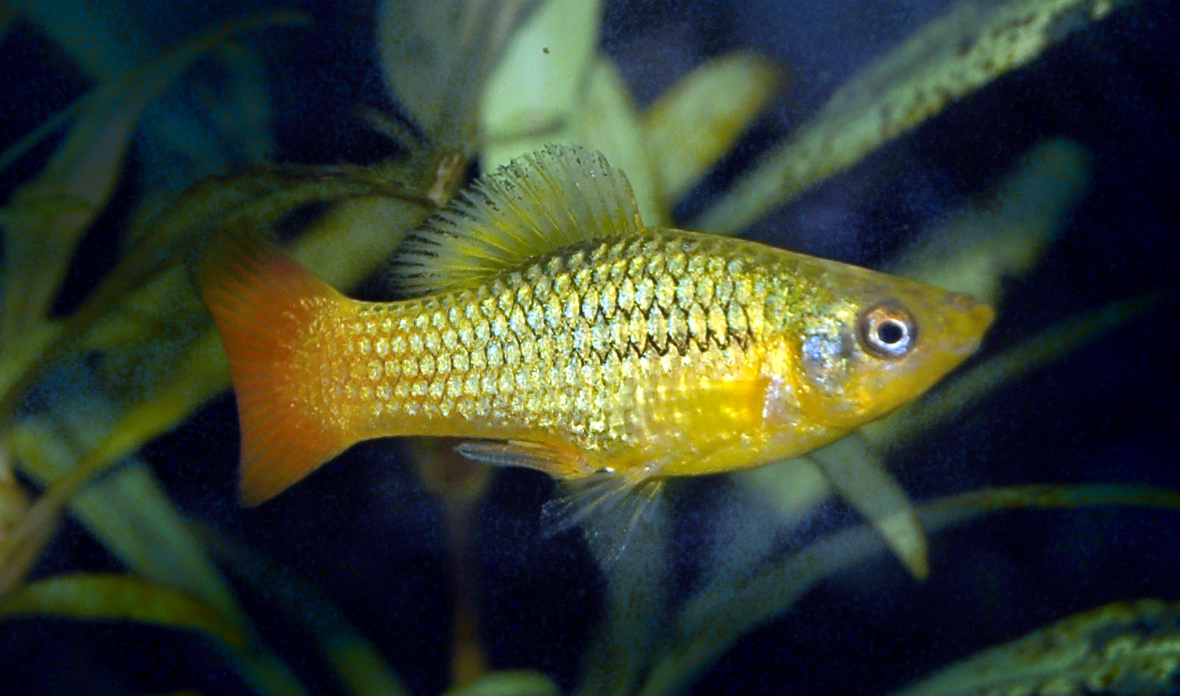
Xiphophorus variatus